# Метродор
Метродор је био старогрчки филозоф епикурејац из Лампсака. Он је уз Полиена и Хермаха, директни Епикуров ученик.
У потпуности је следио учитељеву науку. Сматрао да је знање потпуно некорисно ако није подређено етици, а крајња последица његових стајалишта била је потпуно омаловажавање науке и научних открића.
Једна од његових познатих идеја је:
Нико не треба да брине због тога што није прочитао ни слово из Хомерових епова, или што не зна да ли је Херакле Тројанац или Грк".